# Marsupializacija
Marsupializacija je hirurški postupak koji se nadovezuje na inciziju ciste ili abscesa nakon koje se rana hirurškim šavovima spaja sa zidom cistične šupljine, pri čemu se omogućava njena slobodna drenaža prema spolja. Može se obavljati u opštoj ili lokalnoj anesteziji.

## Postupak
Prvo se pod lokalnom ili opštom anestezijom izvrši ekscizija krova ciste i mehanički odstrani sav njen sadržaj. Zatim se vrši temeljno ispiranje šupljina ciste ili apscesa iziološkom rastvorom ili nekim drugim rastvorom u cilju temeljnog čišćenja promene. Potom se rub rane prišije za zid ciste kako bi unutrašnji sloj cistične šupljine bio usmeren prema spolja. Time se postiže slobodna drenaža sadržaja ciste ili abscea u spoljašnju sredinu. Što znači da je nakon ove intervencije prirodni otvor cste sada trajno proširen, i da je omogućen nesmetano pražnjenje žlezde u kontinuitetu.
To ne znači da ne može ponovo doći do zapaljenja. U slučaju pogoršanja stawa može se uključiti antibiotska terapija.
Nakon postupka potrebno je da se pacijent pridržavate sledećih saveta:
- 1 do 2 dana nakon intervencije započne sa primenom vrelih kupki
- uzdržava od seksualnih odnosa najmanje 4 nedelje nakon intervencije
- koristi analgetike protiv bolova i antibiotike prema preporugama lekara
- koristi uloške u vreme menstrualno krvarenja, a ne tampone.

## Komplikacije
Veoma retko može doći do sledećih komplikacija:
- krvarenja sa mesta incizije,
- pojava bola tokom seksualnog odnosa ili bola nerazjašnjenog uzroka,
- ponovne pojave ciste/aspcesa (u 5 do 15% slučajeva).

## Prognoza
Po rezultatima metaanalize učestalost recidiva nakon marsupializacija je:
- 1,0% (95% CI 0 — 2,3%) u prvih 12 meseci praćenja,
- 14,3% (95% CI 0,0-30-3%) nakon 2 godine praćenja.[4]

## Spoljašnje veze
|  | Molimo Vas, obratite pažnju na važno upozorenje u vezi sa temama iz oblasti medicine (zdravlja). |